# Futsal do Clube de Regatas do Flamengo
O Futsal do Clube de Regatas do Flamengo é o departamento de futebol de salão do Clube de Regatas do Flamengo, sediado no Rio de Janeiro. Participante de duas edições de Liga Nacional, mantém atividades apenas nas categorias de base.
Com pouco destaque em competições profissionais, o Rubro-Negro é referência em formação de jogadores através da modalidade: Adílio, Júlio César, Jayme, Athirson e Adriano são alguns dos nomes que passaram pelas quadras. No ano de 2001, foi o terceiro colocado da Liga Nacional em sua última participação.

## História
Em 1989, disposta a acabar com a hegemonia de cinco títulos estaduais por parte do Bradesco, a diretoria Rubro-Negra foi às compras e montou um grande time: Paulo Alfredo (ex-Cruzeiro), Adriano (Sadia), Claudinho e Shaolin (ex-Bradesco). O investimento só foi possível graças ao apoio da empresa ‘Digital’, especializada na fabricação de componentes eletrônicos para computadores. Além dos salários dos jogadores, a empresa também ficaria responsável pela manutenção do Departamento de Futebol de Salão do Clube.
Em 1991, o Ginásio Hélio Maurício foi construído especialmente para o Futsal, que ganhou também um departamento próprio.
Em 1998, conquistou pela primeira vez o título do campeonato metropolitano, derrotando na final o Iate Kaiser por 6 x 2.
Em 2003, o clube conquistou, entre outros, o Campeonato Estadual, numa final dramática contra o Petrópolis, com o goleiro rubro-negro garantindo o 6x5 ao defender o tiro de 6 metros faltando 6 segundos para o fim. Ao todo, em dez torneios disputados, o Flamengo alcançou cinco títulos, sendo agraciado pela Federação de Futsal do Rio, por essa destacada participação, com a Taça Eficiência do Estado do Rio de Janeiro.
No ano de 2007, o Flamengo, após quatro anos sem disputar os campeonatos da categoria adulto, retorna às competições no Rio de Janeiro e chega às semifinais dos campeonatos Metropolitano e Estadual.
Em 2008, o Flamengo se aventurou no Futsal Feminino e conquistou o título Metropolitano.
Depois de anos no ostracismo, o clube anunciou, em agosto de 2019, um projeto de captação de recursos para montar um time competitivo de futsal adulto. EM outubro, o Flamengo fechou parceria com 5 clubes de futsal do Rio para captação e desenvolvimento de atletas.

## Conquistas

### Honoríficas
- 2003 - Taça Eficiência do Estado do Rio de Janeiro.

### Títulos
- 1958 - Taça Brasil - Série Zona Sul (Masculino - Adulto)
- 1995 - IV Copa Banco do Brasil
- 1997 - Torneio Clube Meca (MG)
- 1998 - Campeonato Metropolitano, Troféu Bernard Rajman, Troféu Cidade de Areial
- 2001 - Copa Rio de 2001
- 2003 - Campeonato Carioca, Campeonato Metropolitano(2)
- 2008 - Taça Ricardo Lucena (1º Turno do Campeonato Carioca), Campeonato Estadual

Campanhas de Destaque
- 2001 - 3º Lugar na Liga Futsal

Feminino
- 2008 - Campeonato Carioca de 2008